# Hylomyscus
Hylomyscus (Thomas, 1926) è un genere di Roditori della famiglia dei Muridi.

## Descrizione

### Dimensioni
Al genere Hylomyscus appartengono roditori di piccole dimensioni, con lunghezza della testa e del corpo tra 54 e 127 mm, la lunghezza della coda tra 90 e 172 mm e un peso fino a 42 g.

### Caratteristiche craniche e dentarie
Il cranio è lungo con un rostro corto e stretto, presenta le arcate zigomatiche sottili e il palato lungo con i fori palatali lunghi e sottili che terminano ben prima del primo molare superiore. La bolla timpanica è piccola. Gli incisivi superiori possono assumere diverse inclinazioni a seconda delle varie specie (Fig.1).

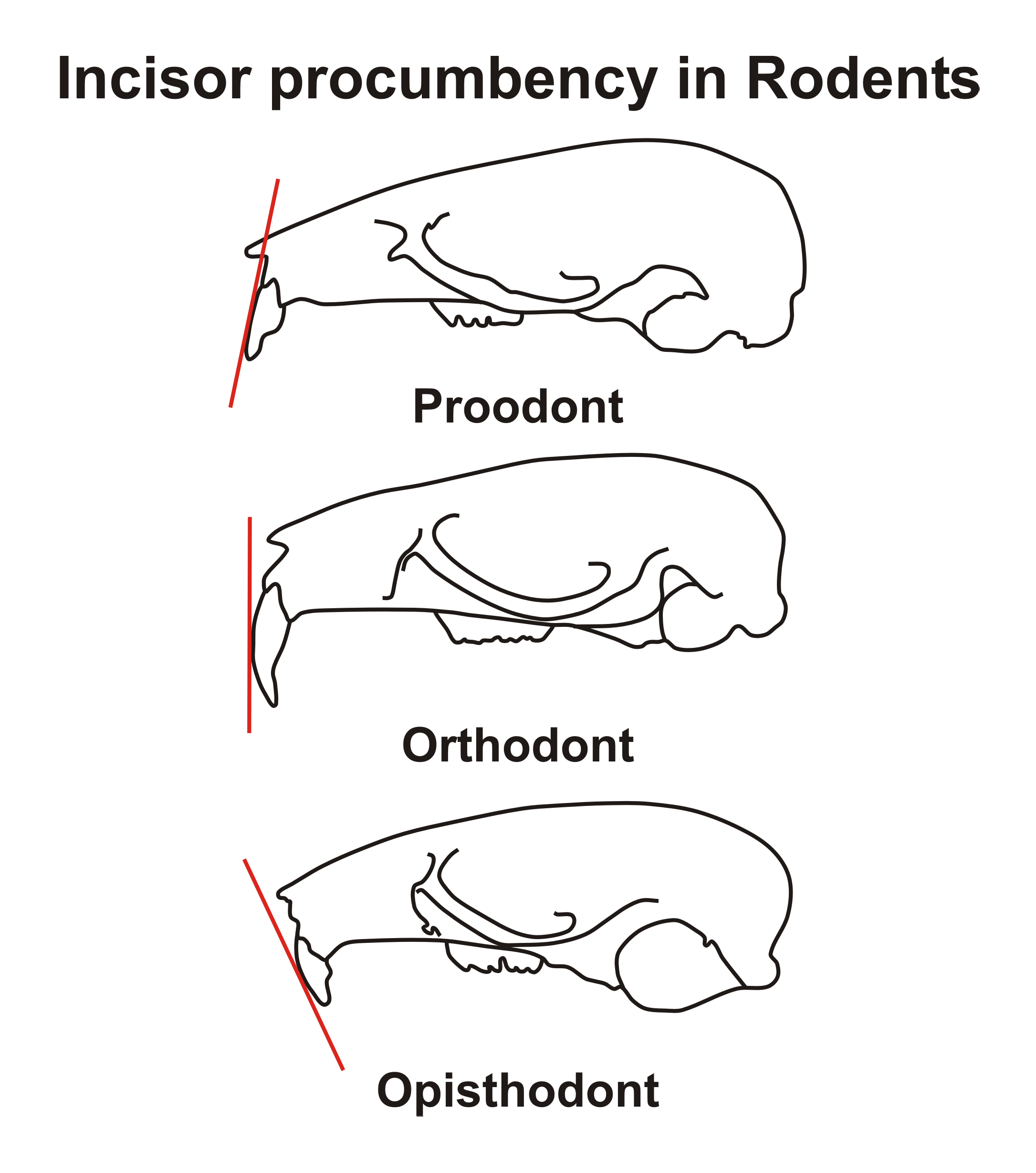
Fig.1

Sono caratterizzati dalla seguente formula dentaria:

### Aspetto
Il corpo è simile a quello di un topo, con la testa relativamente piccola. La pelliccia è soffice, le parti dorsali variano dal bruno-rossastro al bruno-grigiastro, mentre quelle ventrali sono bianco-grigiastre. Il muso è appuntito e le orecchie sono molto grandi e rotonde. I piedi sono corti e larghi, adattati ad una vita prevalentemente arboricola, il quinto dito del piede è parzialmente o del tutto opponibile. La coda è molto più lunga della testa e del corpo ed è cosparsa di pochi peli. Le femmine hanno 3-4 paia di mammelle.

## Distribuzione
Si tratta di piccoli roditori arboricoli diffusi nell'Africa subsahariana.

## Tassonomia
Il genere comprende 22 specie:
- H.aeta group  -  3 paia di mammelle, incisivi opistodonti, rostro normale.
  - Hylomyscus aeta
  - Hylomyscus grandis
- H.alleni group  -  4 paia di mammelle, incisivi ortodonti, rostro corto.
  - Hylomyscus alleni
  - Hylomyscus carillus
  - Hylomyscus pamfi
  - Hylomyscus simus
  - Hylomyscus walterverheyeni
- H.anselli group - 3 o 4 paia di mammelle, incisivi ortodonti, rostro corto.
  - Hylomyscus anselli
  - Hylomyscus arcimontensis
  - Hylomyscus heinrichorum
  - Hylomyscus kerbispeterhansi
  - Hylomyscus mpungamachagorum
  - Hylomyscus pygmaeus
  - Hylomyscus stanleyi
  - Hylomyscus thornesmithae
- H.baeri group  -  4 paia di mammelle, incisivi opistodonti, rostro normale.
  - Hylomyscus baeri
- H.denniae group  -  3 o 4 paia di mammelle, incisivi opistodonti, rostro lungo.
  - Hylomyscus denniae
  - Hylomyscus endorobae
  - Hylomyscus kaimosae
  - Hylomyscus stella
  - Hylomyscus vulcanorum
- H.parvus group  -  3 paia di mammelle, incisivi proodonti, rostro corto.
  - Hylomyscus parvus